# Sven Brandel
Sven Adolf Brandel (ur. 30 lipca 1886 w Lund, zm. 24 października 1931 w Sztokholmie) – szwedzki architekt, fotograf i historyk sztuki.

## Życiorys
W latach 1910–1914 zajmował się renowacją kościołów. Pracował wówczas przy rekonstrukcji kościoła św. Klary (szw. S:ta Clara kyrka lub Klara kyrka) w Sztokholmie.
Od 1914 roku pracował jako wolny strzelec, studiując równocześnie w Szwedzkiej Królewskiej Akademii Sztuki i pracując w jako drukarz w mieście Växjö.
W latach 1923–1924 pracował jako architekt w Królewskiej Akademii Literatury, Historii i Zabytków oraz w Byggnadsstyrelsen.
Został pochowany na cmentarzu Värmdö.